# Forårsrulle
Forårsrulle er det danske navn på en udbredt østasiatisk madret. Den kan tilberedes på forskellige måder, men består altid af en pastalignende tynd dej som er pakket om et fyld, som kan bestå af kød, fisk eller grønsager.
Forårsruller kan være friturestegt, men det findes også i kogte varianter, ligesom der også findes friske forårsruller lavet af rispapir.
Navnet forårsrulle (traditionelt kinesisk: 春捲, simplificeret kinesisk: 春卷, pinyin: chūn juǎn) kommer af den kinesiske præference at servere den til forårsfesten.
I Vietnam hedder retten Chả cuốn. På Filippinerne hedder den lumpia, som er et låneord fra kinesisk.